# Органишта да Силва, Жоэл Филипе
Жоэ́л Фили́пе Органи́шта да Си́лва (порт. Joel Filipe Organista da Silva, род. 11 февраля 2003, Порту) — португальский футболист, полузащитник клуба «Боавишта».

## Клубная карьера
Силва — воспитанник клубов «Порту», «Падроэнсе» и «Боавишта». 27 августа 2022 года в матче против столичной «Бенфики» он дебютировал в Сангриш лиге в составе последних. 18 мая 2024 года в поединке против «Визела» Жоэл забил свой первый гол за «Боавишту».